# 더 킹 오브 파이터즈 '95
《더 킹 오브 파이터즈 '95》(The King of Fighters '95)는 SNK가 네오지오 플랫폼으로 제작한 1995년 아케이드 대전 격투 게임이다. 《더 킹 오브 파이터즈 '94》의 후속작으로, 《더 킹 오브 파이터즈》 시리즈의 두 번째 작품이다. 시리즈 최초로 게임보이, 플레이스테이션, 세가 새턴 등 네오지오 이외의 가정용 플랫폼으로 이식됐다.
《KOF '94》에서 스포츠 팀을 제외한 전원이 재등장하며, 스포츠 팀 대신 라이벌 팀이 추가됐다. 전작에서 사망한 듯한 범죄조직 우두머리 루갈 번스타인이 다시 '더 킹 오브 파이터즈' 대회를 개최하며 최종적으로는 마지막 보스로 등장한다. 그 이외에 주인공 쿄의 아버지 쿠나사기 사이유와 라이벌 야가미 이오리가 처음으로 등장했다.
2008년에 플레이스테이션 2, 플레이스테이션 포터블 및 Wii로 출시된 《킹 오브 파이터즈 컬렉션 오로치 사가》에 포함돼서 재발매됐다.

## 게임플레이
시스템은 전작 《KOF '94》와 큰 차이는 없으나 여러 가지 개선점이 있다. 회피 이후 바로 공격을 할 수 있게 조정해 반격의 기회를 노릴 수 있게 됐다. 또한 자신의 팀을 이루는 3명의 캐릭터를 팀에 상관없이 자유롭게 선택할 수 있는 '팀 에디트' 시스템을 도입했다. 팀 에디트를 사용하여 다른 팀의 캐릭터가 섞일 경우 특별 엔딩은 나오지 않는다. 그외에 등장인물들 대부분에게 새로운 필살기가 1개 이상씩 추가됐다.

## 줄거리 및 등장인물
전작에서 사망한 듯한 루갈 번스타인이 다시 '더 킹 오브 파이터즈' 대회를 개최해 전세계의 싸움꾼들이 다시 모이는 것으로 이야기가 시작한다. 《더 킹 오브 파이터즈》의 큰 이야기 줄기에 해당하는 오로치 사가에서 첫번째에 속하는 작품이며, 쿄와는 가문간의 라이벌 사이인 야가미 이오리가 등장하면서 전작보다 이야기의 비중이 높아졌다. 《용호의 권 2》의 키사라기 에이지와 《아랑전설》의 빌리 칸도 이오리와 함께 라이벌 팀에 등장했다.
모든 팀을 상대한 후엔 쿄의 아버지 쿠사나기 사이슈가 중간보스로 등장해 우승팀과 맞서 싸우며, 그 다음 바로 최종보스 루갈이 이어서 경기를 진행한다. 마지막엔 루갈이 오로치의 힘을 이겨내지 못하고 폭주하며 소멸하는 것으로 결말을 맞는다.
| 주연 팀(일본)                                   | 아랑전설 팀(이탈리아)                   | 용호의 권 팀(멕시코)                              | 이카리 워리어즈 팀(네덜란드)                 | 사이코 솔저 팀(중국)                         |
| ----------------------------------------------- | --------------------------------------- | ------------------------------------------------- | -------------------------------------------- | -------------------------------------------- |
| - 쿠사나기 쿄 - 니카이도 베니마루 - 다이몬 고로 | - 테리 보가드 - 앤디 보가드 - 조 히가시 | - 료 사카자키 - 로버트 가르시아 - 타쿠마 사카자키 | - 클락 스틸 - 랄프 존스 - 하이데른           | - 아사미야 아테나 - 시이 켄수 - 친 겐사이    |
| 여성부 팀(영국)                                 | 한국태권 팀(한국)                       | 라이벌 팀(홍콩)                                   | 기타(모함)                                   | 기타(모함)                                   |
| - 유리 사카자키 - 킹 - 시라누이 마이            | - 김갑환 - 장거한 - 최번개              | - 야가미 이오리 - 빌리 칸 - 키사라기 에이지       | - 루갈 번스타인 - 쿠사나기 사이슈 - 나코루루 | - 루갈 번스타인 - 쿠사나기 사이슈 - 나코루루 |

1. ↑  게임보이판 《열투 더 킹 오브 파이터즈 '95》에서만 등장

## 발매
1995년 7월 25일, 일본에서 네오지오 기판으로 아케이드 판이 처음 출시됐다. 이후 같은 해 후반기에 가정용 네오지오 콘솔 및 네오지오 CD판이 발매됐다. 네오지오 CD판의 경우 CD를 이용한 사운드트랙이 포함돼 출시됐다.
1996년에는 플레이스테이션과 세가 새턴으로 이식됐는데, 유럽 지역에선 SNK와 소니 간의 기간 독점 계약으로 플레이스테이션 판이 먼저 출시됐다. 이 두 이식판 모두 네오지오 CD의 사운드트랙을 사용했고, 세가 새턴 판의 경우 게임 기동에 필요한 전용 롬 카트리지가 같이 동봉돼 출시됐다. 플레이스테이션 판의 경우 북미와 유럽 지역에선 소니 컴퓨터 엔터테인먼트가 배급했으며, 세가 새턴 판은 북미에선 출시되지 않고 유럽에서 세가가 배급했다. 플레이스테이션 판의 경우 1997년 3월 28일 플레이스테이션 더 베스트 염가판이 출시됐다.
또한 1996년에 타카라가 개발한 게임보이 이식판 《열투 더 킹 오브 파이터즈 '95》가 출시됐는데, 이 판은 슈퍼 게임보이 기기를 지원하며 《사무라이 쇼다운》 시리즈의 나코루루가 히든 캐릭터로 등장한다.
네오지오 판은 이후 2008년에 플레이스테이션 2, 플레이스테이션 포터블 및 Wii로 발매된 합본 《킹 오브 파이터즈 컬렉션 오로치 사가》에 수록됐으며, 2010년 4월 26일 Wii 버추얼 콘솔로 재발매됐다.

## 평가
| 평가 |                                  |
| --- | -------------------------------- |
| 통합 점수 통합사 점수 게임랭킹스 68.60% (5 reviews) (PlayStation) [ 10 ] 평론 점수 평론사 점수 EGM 7.875/10 (Neo Geo) [ 11 ] 게임 레볼루션 C+ (PlayStation) [ 12 ] 게임스팟 5.3/10 (PlayStation) [ 13 ] IGN 5.0/10 (PlayStation) [ 14 ] Maximum (Neo Geo CD) [ 15 ] Next Generation (Neo Geo) [ 16 ] |                                  |
| 통합 점수 |                                  |
| 통합사 | 점수                             |
| 게임랭킹스 | 68.60% (5 reviews) (PlayStation) |
| 평론 점수 |                                  |
| 평론사 | 점수                             |
| EGM | 7.875/10 (Neo Geo)               |
| 게임 레볼루션 | C+ (PlayStation)                 |
| 게임스팟 | 5.3/10 (PlayStation)             |
| IGN | 5.0/10 (PlayStation)             |
| Maximum | (Neo Geo CD)                     |
| Next Generation | (Neo Geo)                        |